# Ossibia
Ossibia is een kevergeslacht uit de familie van de boktorren (Cerambycidae). De wetenschappelijke naam van het geslacht werd voor het eerst geldig gepubliceerd in 1867 door Pascoe.

## Soorten
Ossibia omvat de volgende soorten:
- Ossibia angolensis Adlbauer, 2012
- Ossibia cyanoptera Aurivillius, 1914
- Ossibia fuscata (Chevrolat, 1856)
- Ossibia murina (Gerstaecker, 1855)
- Ossibia picata Holzschuh, 1993